# Elite Praha
Elite Praha byl pražský ženský florbalový klub. Cílem klubu bylo od počátku vytvořit první český ženský profesionální florbalový tým.
Hned v první sezóně existence klubu, 2007/2008, tým žen zvítězil ve 2. lize a v následné baráži o postup do 1. ligy. Protože žádný z týmů 1. ligy neměl v tomto ročníku zájem postup do Extraligy, tým Elite této možnosti využil a postoupil tak rovnou o dvě soutěže výše.
Tým hrál v Extralize devět sezón od 2008/2009 až do 2016/2017. Největším úspěchem týmu bylo páté místo v sezóně 2015/2016. Před sezónou 2010/2011 se klub spojil s ženským týmem SSK Future. Tím mimo jiné získal možnost trénovat a hrát v hale Future na Barrandově.
Protože se týmu žen nikdy nepodařilo dosáhnout cíle postoupit to semifinále Extraligy, umožnil oddíl v sezóně 2016/2017 svým hráčkám hostovat v týmu FbŠ Bohemians. Poté, co Elite v této sezóně vypadlo z Extraligy, byl tým odhlášen ze soutěží a zanikl.

## Tým žen

### Sezóny
| Sezóna    | Úroveň | Soutěž    | Umístění | Poznámka |
| --------- | ------ | --------- | -------- | --- |
| 2007/2008 | 3      | 2. liga   |          | Vítězství v baráži o postup do 1. ligy – Pro nezájem ostatních týmů 1. ligy žen o postup do Extraligy, postoupil tým přímo do Extraligy |
| 2008/2009 | 1      | Extraliga | 7.       | Výhra v play-down proti FBS Olomouc |
| 2009/2010 | 1      | Extraliga | 6.       | Výhra v 1. kole play-down proti FBS Olomouc                                                                                             |
| 2010/2011 | 1      | Extraliga | 6.       | Vypadnutí ve čtvrtfinále play-off proti FbŠ ROPRO Bohemians                                                                             |
| 2011/2012 | 1      | Extraliga | 6.       | Vypadnutí ve čtvrtfinále play-off proti Herbadent SJM Praha 11                                                                          |
| 2012/2013 | 1      | Extraliga | 6.       | Vypadnutí ve čtvrtfinále play-off proti Herbadent SJM Praha 11                                                                          |
| 2013/2014 | 1      | Extraliga | 6.       | Vypadnutí ve čtvrtfinále play-off proti 1. SC WOOW Vítkovice                                                                            |
| 2014/2015 | 1      | Extraliga | 9.       | Výhra v 1. kole play-down proti TJ Sokol Královské Vinohrady                                                                            |
| 2015/2016 | 1      | Extraliga | 5.       | Vypadnutí ve čtvrtfinále play-off proti Herbadent Praha 11 SJM                                                                          |
| 2016/2017 | 1      | Extraliga | 12.      | Prohra v 2. kole play-down proti Panthers Praha – Sestup do nižší ligy – Zánik klubu                                                    |

### Známé hráčky
- Hana Poláková (2008–2013)
- Martina Řepková (2011–2013)